# Krita
Krita is een gratis grafisch programma dat voornamelijk is ontworpen voor digitaal schilderen en 2D-animatie. De software is beschikbaar voor Windows, macOS, Linux, Android en ChromeOS. 

## Functies
Met Krita kunnen bestaande afbeeldingen worden bewerkt alsook nieuwe aangemaakt. Er is ondersteuning voor de bestandsformaten RAW, PNG, JPEG en TIFF.
Krita bevat verschillende functies zoals zoom, lagen, kleur veranderen, tekst toevoegen, perspectief, kleuren mixen, selecteren in verschillende vormen en verschillende filters. Er kan worden getekend en geschilderd met verschillende soorten penselen, potloden en airbrush. "Natuurgetrouwe" effecten zoals schilderen op doek en verschillende soorten verf zijn ook mogelijk of in ontwikkeling. Tekenen is niet alleen mogelijk via een muiscursor in het programma, maar ook door middel van een tekentablet.
Krita is uitbreidbaar met scripts en plug-ins die kunnen worden geschreven in C++, Python of Ruby.
Krita 2.8 is 5 maart 2014 uitgebracht. Deze versie bevat onder meer OpenGL 3.0-code.